# Luismi Areda
Luis Miguel Areda Figueiredo (Vigo, Pontevedra, 4 de noviembre de 1974), conocido como Luismi, es un exfutbolista español que jugó como defensa central. Actualmente forma parte del Real Club Celta De Vigo como segundo entrenador del filial.

## Trayectoria

### Como jugador
Como futbolista comenzó en las categoría inferiores del Sárdoma de Vigo, club en el que estuvo desde los 10 a los 18 años. Después fichó por el Gran Peña en Tercera División (tres temporadas); Pontevedra, en Segunda B (cinco); Real Oviedo, en Tercera (dos), y en 2005 con el Granada CF, de Tercera además de la Unión Balompédica Conquense pero decidió no seguir y regresar a Vigo para jugar en el CCD Cerceda. Antes de retirarse, jugaría en equipos de la preferente gallega.

### Como entrenador
El técnico vigués empezó su periplo en los banquillos en el Areosa, de ahí pasó a las categorías de base del Celta de Vigo antes de dar el salto a la dirección de los equipos adultos. En Mondariz completó dos temporadas en las que logró siempre el objetivo de la permanencia. En su primera campaña, la 2014-2015, acabó el curso en la novena posición con 55 puntos en un año en el que la pelea era por evitar el descenso. La siguiente campaña fue algo más complicada, su equipo entró mal en la liga tras perder todos los partidos del primer mes de competición, pero finalmente acabaron decimoterceros con 48 puntos y Luismi decidió no seguir en Mondariz debido al desgaste acumulado durante el año.
En verano de 2016 firmó por el Atios, equipo que había cambiado de junta directiva y que apostó por él para la nueva andadura de los de Porriño. Pero los resultados no le acompañaron y el vigués terminó por ser destituido en el mes de enero de 2017 tras perder en casa contra el Nogueira . Con el Atios completó una vuelta completa en la que logró 26 puntos y finalizó su etapa dejando al equipo en la novena posición, algo que la directiva de su club de entonces consideró insuficiente.
En la campaña 2017-2018, firma con el Pontevedra CF el juvenil granate, con el que realiza una buena primera vuelta, hasta que en enero de 2018 sustituye a Luisito como primer entrenador en el banquillo del Pontevedra CF, tras permanecer durante una temporada anterior en el fútbol base del mismo club.
Al finalizar la temporada 2017-18, continúa al frente del conjunto gallego en el Grupo I de la Segunda División B española, ya que el pontevedrés tras coger al equipo en la jornada 20 de Liga, con el equipo rozando los puestos de descenso en el grupo I de Segunda B. Finalmente, y con bastante sufrimiento, el técnico consiguió salvar al equipo.